# Roanne
Roanne (Roana in occitano) è un comune della Francia centrale, di 34 415 abitanti, situato nel dipartimento della Loira e nella regione dell'Alvernia-Rodano-Alpi ed è sede di sottoprefettura. Il capoluogo, che si trova a un centinaio di km a nord-ovest di Lione, è bagnato dalla Loira.

## Società

### Evoluzione demografica
Abitanti censiti

## Amministrazione

### Cantoni
Prima della riforma del 2014, il territorio comunale della città di Roanne era ripartito in due cantoni:
- Cantone di Roanne-Nord
- Cantone di Roanne-Sud

A seguito della riforma approvata con decreto del 26 febbraio 2014, che ha avuto attuazione dopo le elezioni dipartimentali del 2015, il territorio comunale della città di Roanne è stato ripartito in due cantoni:
- Cantone di Roanne-1: comprende parte della città di Roanne e il comune di Mably
- Cantone di Roanne-2: comprende parte della città di Roanne e i comuni di Riorges, Saint-Léger-sur-Roanne e Villerest.

### Gemellaggi
Roanne è gemellata con:
- Guadalajara
- Montevarchi
- Nuneaton
- Reutlingen
- Piatra Neamț
- Legnica